# 井上睦都実
井上 睦都実（いのうえ むつみ、1970年12月20日 - ）は、日本の作詞家、歌手、モデル。熊本県出身、福岡県育ち。シックスセンス所属。
2002年から、睦（むつみ）の芸名で活動している。夫はミュージシャンの井出泰彰。

## 経歴
- 熊本県出身。9歳から18歳まで、福岡で育つ[1]。
- 高校卒業後は音楽の道に進みたいことを親戚のアートディレクターに相談したところ、東京でモデルを始めることを勧められ、高校卒業後に上京。モデルとしてCMや雑誌等に出演[1]。
- 1991年、SonyMusicが開催したボーカリストオーディション「Voice'91」に出場し“SONY賞”を受賞[2]。なお、「Voice'91」の各賞受賞者に橘いずみ、くま井ゆう子らがいる。
- 1992年、ソニー・レコードから「井上睦都実」名義でデビュー。音楽番組のMCも務める。同時期に作詞提供活動も開始[1]。
- 2002年、ミュージシャンの井出泰彰と結婚。結婚を機に芸名を「睦」に改めた[1]。

## ディスコグラフィー

### シングル
1. ボーイフレンド（1992年10月21日）
2. 抱きしめたい（1993年2月1日）
3. わかるはずなのに（1993年6月23日）
4. 泣いて笑って（1993年11月21日）
5. ホントの私の事（1994年6月23日）

### アルバム
1. 恋は水色（1992年10月21日）
2. 夢で逢いましょう（1993年7月21日）
3. 幸せなデニム（1994年7月21日）
4. 睦まじい日々 -1992-2017-（2017年10月23日） ※ベストアルバム

### ミニ・アルバム
1. Green Fingers（1996年5月22日）
2. FRUIT AGE（1998年4月22日）
3. candy puzzle* (2001年9月28日)

## 作詞
- 島谷ひとみ「心のままに」（NHKドラマ10「愛おしくて」主題歌）「fu・wa・ri」
- つるの剛士とSeacandles「Vacances」
- ソ・イングク「Lovely Girl」
- AFTERSCHOOL「Because of you [Japan Ver.]」 「Heaven」 「Crazy Driver」
- 井出泰彰「君のすべて」「Class of '88」「少年」「SECRET LIFE」「VISIONS」「SING OUT」「Days」「Topics」「 Father」「Mistake」
- 米光美保「絵葉書」
- 区麗情「海辺にて」「抱きしめてね」
- 和久井映見「ひとり旅」「春の訪れ」「手をつないで」「ひとり旅」「話をしよう」（詞曲）
- 三浦理恵子「待ってるね」
- 西田ひかる 「また会えたなら」
- Le Couple「もう一度」
- 谷村有美「虹のふもとで」（TBS系ドラマ30「幽霊ママ」主題歌）
- 椎名へきる「Phoenix」
- 高浪慶太郎「ラヴ・ダイアグラム」（共作）「クル・クル」（共作）
- 五島良子「プロムナード」「ガール・フレンド」(共作)
- amin「これからもう会えなくなるかな」（共作）
- 池田聡「walts」（共作）

## テレビ番組
- テレビ朝日 VIDEO JAM【with: ローリー寺西 → 阿部義晴（UNICORN）】
- スペースシャワーTV『BUM TV』 【with: 加藤賢崇】

## CM出演
- サッポロビール『冬物語』（1992年）